# Gorgona Group
Gorgona Group war eine kroatische avantgardistische Künstlergruppe, die aus Künstlern und Kunsthistorikern bestand. Mitglieder waren Mangelos, Miljenko Horvat, Marijan Jevšovar, Julije Knifer, Ivan Kožarić, Matko Meštrović, Radoslav Putar, Đuro Seder und Josip Vaništa. Mehrere informelle Mitglieder und Freunde waren ebenfalls in die Aktivitäten der Gruppe involviert. Sie agierten, angelehnt an die Anti-Art von 1959 und 1966 in Zagreb. Sie stützten ihre Aktivitäten nicht auf ein Manifest oder eine Theorie, sie agierten vielmehr aus der Idee einer geistigen Verwandtschaft, die nicht durch ein ästhetisches Ideal oder stilistische Normen manifestiert werden kann. Jeder der Künstler genoss kreative Autonomie, die Gruppe stellte einen Raum intellektueller und spiritueller Freiheit dar.

## Beschreibung
Die Aktivitäten der Gorgona Group können in drei Bereiche unterteilt werden: Ausstellungen im Studio G (1961 bis 1963, Schira Salon in Zagreb, Croatia), die Herausgabe des anti-magazines von Gorgona (1961–1966, jede Ausgabe war ein eigenständiges Kunstwerk, das die Arbeit eines Künstlers in den Vordergrund stellte), und das Entwickeln konzeptueller Arbeiten, Projekte und verschiedene Formen künstlerischer Kommunikation. Die Gruppe ist nach einem Gedicht des Mitglieds Mangelos benannt.
Das Gorgona-Magazin wurde später zum „anti-magazine“, da es sich von konventionellen Publikationen literarischer oder künstlerischer Inhalte unterschied. Die erste Publikation stammt von  Josip Vaništa, der zur Entstehung sagt:

„In the winter of 1960, while passing by a second-hand store in Vlaška Street right across from the Studio movie theater, I spotted an unknown object in the shop window: a vertical plank connecting four horizontal planks. It was a spatial structure without purpose being offered for sale. Perpendicular winter lighting fell on the display, and the object cast a shadow on the light background wall. I stood fascinated, probably because of the closeness between the scene before me and the still-life from the ’50s in which I had divided interior from exterior by placing a vertical line in the middle. I asked my friend Pavel Cazjek for a favor, and the next morning we photographed this shop window. I decided to repeat the photo nine times. I made a model, had it printed, and the first issue of Gorgona appeared during Easter week of 1961 (as did issue 2, a meander by Julije Knifer). This was the beginning of Gorgona . . . The first two issues seemed to link the group more closely together. Ideas were born but few of them were materialized, realized. The environment was in consternation, but sympathetic individuals began to emerge within the country and abroad..“

Die erste Ausstellung und überhaupt öffentliche Thematisierung der Gorgona Group fand 1977 in der Gallery of Contemporary Art, Zagreb statt. Hier gab es auch erstmals einen Einblick in die Arbeitsweise der Gruppe, die von Treffen, Diskussionen, gemeinsamen Waldwanderungen, den Austausch von Briefen, Gedanken oder Umfragen und Hausaufgaben innerhalb der Gruppe reichte. Arbeiten der Gorgona Group sind in zahlreichen Instituten in Kroatien vertreten, darunter das Museum of Contemporary Art in Zagreb, die Filip Trade Collection und die Sudac Collection. Mehrere Jahre nachdem die Gorgona Group ihre Aktivitäten einstellte, gründeten einige ihrer Mitglieder die Group of Six Artists.

## Einzelausstellungen (Auswahl)
- 1977: Gorgona, Gallery of Contemporary Art, Zagreb; Municipal Museum, Mönchengladbach; Gallery ·KUC, Belgrad
- 1981:  Biennial of São Paulo
- 1986: Gallery ·KUC, Belgrad
- 1989: Gorgona, FRAC Bourgogne, Art Plus University, Dijon
- 1993: The Horse who Sings - Radical Art from Croatia, Museum of Contemporary Art, Sydney
- 1997: Gorgona, Gorgonesco, Gorgonico, Biennial of Venice

## Teilnahme an Gruppenausstellungen (Auswahl)
- 2005: Collective Creativity, Kunsthalle Friedericianum, Kassel, DE[4]
- 2010: The Promises of the Past, Centre Pompidou, Paris, FR
- 2015: Transmissions: Art in Eastern Europe and Latin America, 1960 – 1980, MoMA, New York, US[5]